# 桜坂洋
桜坂 洋（さくらざか ひろし、1970年 - ）は、日本の小説家。

## 来歴
開成高等学校出身、東京理科大学理学部第二部物理学科卒。卒業後はIT企業でシステムエンジニアとして働く。第2回集英社スーパーダッシュ小説新人賞での最終選考作『魔法使いのネット』を改稿・改題した『よくわかる現代魔法』で、2003年（平成15年）12月にデビューする。2004年（平成16年）発表の短篇『さいたまチェーンソー少女』で第16回SFマガジン読者賞、2008年（平成20年）発表の短篇『ナイト・オブ・ザ・ホーリーシット』で第20回SFマガジン読者賞を受賞。
ゲームを含むコンピュータ全般が趣味であり、当然コンピュータ・オタク文化に造詣が深い。また、かなり熱狂的なメガネ属性である。執筆に2004年（平成16年）当時はMeadow・SKK・TeXを使っていた。
「All You Need Is Kill」の発行後、筒井康隆や東浩紀などからも高い評価を受け、一般文芸誌や純文学誌での執筆もこなすようになった。その誼からか、東とは共同プロジェクト「ギートステイト」や「キャラクターズ」を立ち上げたり筒井の著作である『ダンシング・ヴァニティ』の評論を執筆したりしている。

## 作品リスト

### 単著
- よくわかる現代魔法（2003年12月 集英社スーパーダッシュ文庫）
- All You Need Is Kill （2004年12月 集英社スーパーダッシュ文庫 / 2014年6月 ジャンプ ジェイ ブックス） - イラスト：安倍吉俊（集英社スーパーダッシュ文庫）、小畑健（ジャンプ ジェイ ブックス）
- スラムオンライン（2005年6月 ハヤカワ文庫JA） - イラスト：toi8
  - スラムオンラインEX（2014年5月 ハヤカワ文庫JA） - 上記『スラムオンライン』に短編「エキストラ・ラウンド」を追加収録

### 共著・他
- 桜色ハミングディスタンス（2005年11月 第4回文学フリマで販売） - 桜庭一樹との共著、同人誌
- キャラクターズ（2008年5月 新潮社） - 東浩紀との共著
- ガールズメガネ（2006年2月 太田出版） - 写真：西村智晴。桜坂は短編「サーティスリー・マイナスマイナス・ドットドット」を寄稿

### アンソロジー
「」内が桜坂洋の作品
- 七つの黒い夢（2006年2月 新潮文庫）「10月はSPAMで満ちている」 - 「よくわかる現代魔法」番外編の短編で坂崎嘉穂が登場
- 神林長平トリビュート（2009年11月 早川書房 / 2012年4月 ハヤカワ文庫JA）「狐と踊れ」 - 神林長平の同題作品に対するオマージュ作品
- ゼロ年代SF傑作選（2010年2月 ハヤカワ文庫JA）「エキストラ・ラウンド」
- 蝦蟇倉市事件2（2010年2月 東京創元社〈ミステリ・フロンティア〉）「毒入りローストビーフ事件」
  - 【改題】街角で謎が待っている がまくら市事件（2014年12月 創元推理文庫）
- スタートボタンを押してください ゲームSF傑作選（2018年3月 創元SF文庫）「リスポーン」

### 単行本未収録作品
未完長編
- ギートステイト（講談社のポータルサイトMouRaで連載、2007年1月 - 2007年8月） - 設定：東浩紀、イラスト：和田タカアキ

S-Fマガジン掲載短編シリーズ
イラストは西島大介が担当
- さいたまチェーンソー少女（2004年9月号）
- 遊星からのカチョーフウゲツ（2005年7月号）
- ナイト・オブ・ザ・ホーリー・シット（2008年8月号）

その他短編
- 五分前の彼女と五秒後の彼（ザ・スニーカー 2006年12月号）
- デビルマン魔王再誕（電子書籍DENKIBON『AiR』 2010年6月）AiR HD, AiR （日本語） - 永井豪作『デビルマン』の新解釈作品

### コミカライズ
- さいたまチェーンソー少女（月刊コミック電撃大王 2008年8月号 - 2009年2月号） - 作画：鶯神楽
- よくわかる現代魔法（ジャンプスクエア 2008年9月号 - 2009年10月号） - 漫画：宮下未紀
- All You Need Is Kill（週刊ヤングジャンプ 2014年6・7合併号 - 2014年26月号） - 漫画：小畑健、構成：竹内良輔

## 映像化作品
アニメ
- よくわかる現代魔法（2009年7月 - 9月BS11とAT-X、ネット配信にて放送、監督：黒田やすひろ、主演声優：野中藍）

映画
- オール・ユー・ニード・イズ・キル（2014年6月6日アメリカ公開、監督：ダグ・リーマン、主演：トム・クルーズ）